# 浙江大学湖滨校区
浙江大学湖滨校区是一个已经不存在的校区，为原浙江医科大学所在地，位于杭州市延安路353号，距离西湖仅百米远，地处黄金地段。它是浙江大学面积最小的校区，只有101亩。

## 简介
1952年2月，浙江医学院由浙江医学专门学校（1912年6月1日创办）和国立浙江大学医学院（1945年8月创设）合并成立。
主教学楼3号楼于1991年建成，共20层高67米，有“西湖第一高楼”之称。
新浙江大学成立后，浙大医学院和药学院留在该校区。2005年10月21日该校区地块以24.6亿元的价格拍卖给嘉里建设杭州有限公司，未来将在原址建成豪华商业酒店。2006年8月这两所学院搬迁至浙大紫金港校区。2007年1月6日对校门与3号楼实施了爆破。
原校区南侧红砖结构建筑（浙江省高等法院及杭县地方法院旧址，俗称“红楼”）部分被保留，作为杭州城市建设陈列馆。校区其余建筑被拆除，现址大部分属于商业办公复合体——杭州嘉里中心。